# كيرت المقفيست
كورت المقفيست (1912-2001) شاعر سويدي وشخصية فكرية وروحية ، يمثل مدرسة التقليدية والفلسفة الخالدة .   
تتلمذ المقفيست مدى حياته على الميتافيزيقي السويسري والمرشد الروحي فريثجوف شون . وكان على اتصال قوي بمشايخ الطريقة الصوفية الشاذلية في بداية الأربعينيات. قدم تعاليم شون حول الروحانية والوحدة السامية للأديان في عدد من المنشورات.  كما قدم أعمال رينيه جينون في كتاباته. كان مساهمًا متكررًا في المجلة الفصلية دراسات في الدين المقارن، تناولت الرمزية الدينية وكذلك منظور مدرسة التقليدية.
حصل المكفيست على الدكتوراه عام 1951 من جامعة أوبسالا عن أطروحة تتعلق بغيلهم أديمار ، قصائد تروبادور جيليم أديمار . كما ألف مقالات وكتب عديدة باللغة السويدية عن الدين والميتافيزيقا ، بما في ذلك أربع مجموعات شعرية.

## مقالات باللغة الإنجليزية
- معبد القلب، معبد الجسد، الغد ، صيف 1964
- التسلسل الهرمي الخفي للوجود، شروق الشمس ، المجلد. 22 فبراير 1973. [5]
- جوانب عبادة الأصنام التيلهاردية، دراسات في مقارنة الأديان ، المجلد. 12، عدد 3 و4، 1978.
- الانعكاسات في لغة مفهوم "الذات"، دراسات في مقارنة الأديان ، المجلد الأول. 13، عدد 1 و 2، 1979.
- كل فرع في داخلي، الشروق أغسطس / سبتمبر 1982 ودراسات في مقارنة الأديان ، المجلد. 15، رقم 3 و4، ميدلسكس، 1983. نُشر أيضًا في مختارات كل فرع بداخلي: مقالات عن معنى الإنسان ، أد. باري ماكدونالد، بلومنجتون، 2002.
- دوائر الوجود الثلاث، دراسات في مقارنة الأديان ، المجلد. 17، رقم 1 و 2، ميدلسكس، 1985. [6]
- الشمس في الشجرة، مع بعض الأفكار حول "الإيمان والعمل"، دين القلب: مقالات مقدمة إلى فريثجوف شوون في عيد ميلاده الثمانين ، محرران. سيد حسين نصر وويليام ستودارت ، واشنطن العاصمة، 1991. [7]

## كتابات باللغة الفرنسية
- Poésies du troubadour Guilhem Adémar / منشورات بمقدمة وملاحظات ومعاجم لكورت المكفيست (أطروحة)، أوبسالا: المكفيست وويكسل، 1951
- لافونتين دو لاكروا؛ "النينوفار بلانك" (قصائد) ، سولاي رقم 4 / 1963
- معبد القلب، معبد الجسد، الدراسات التقليدية ، رقم 378-379، 1963.
- حلقات الوجود الثلاثة، الدراسات التقليدية ، العدد 393، 1966.
- جوانب من عبادة الأصنام، الدراسات التقليدية ، العدد 409-410، 1968.
- Etre Soi-même، الدراسات التقليدية ، العدد 470، 1980. [8]

## كتابات باللغة المجرية
- Az ember – Az elfelejtett templom: هرم لاتلان. (مقتطف من Människan: det glömda Templet .) فورد. سيليني لايوس. Tradíció évkönyv ، (ديبريسين) 2003، 9–21.
- دولجوك كابوينت. أو التأمل. (قصائد من Genom tingens portar: المتأمل ) فورد. Szelényi Szentjóbi Annamária. Tradíció évkönyv ، (ديبريسين) 2003، 211-212.
- من أجل حرق الجمرة. ["ذوات الإنسان".] فورد. سيليني لايوس. Tradíció évkönyv ، (ديبريسين) 2005، 75-90.

## كتب بالسويدية
- فالفارد حتى القفاز: ديكتر ، ستوكهولم، 1945.
- دن جلومدا ديمينسين ، ستوكهولم، 1959.
- Gryningen är pärlemor: dikter ، ستوكهولم، 1959.
- أوغونبليك : أون ليريسك أرسروندا ، ستوكهولم، 1964.
- Livklädnaden som revs sönder ، ستوكهولم، 1967.
- Tidlös besinning i besinningslös tid، Ur Frithjof Schuons verk ، ستوكهولم، 1973.
- I tjänst hos det Enda: ur René Guénons verk ، ستوكهولم، 1977.
- Människan: det glömda Templet ، Hudiksvall، 1984.
- Himmelsstegen: om människans möjlighet att finna en väg until Gud ، Delsbo، 1986.
- الجينوم طنين بورتار: التأمل ، دلسبو، 1989.
- Ordet är dig nära: om uppenbarelsen i hjärtat och i Religionerna ، ديلسبو، 1994. [9]

## أنظر أيضا
1. ↑  (sv)Svensk biografisk handbook نسخة محفوظة 2022-11-23 على موقع واي باك مشين.
2. ↑  Obituary, 29 oktober, 2007 نسخة محفوظة 2023-01-28 على موقع واي باك مشين.
3. ↑  World Wisdom, Kurt Almqvist’s life and work نسخة محفوظة 2023-06-02 على موقع واي باك مشين.
4. ↑  Dahlén, Ashk. Inledning. Om philosophia perennis. In Lindbom، Tage (2003). I Frithjof Schuons fotspår. Stockholm: Prisma. ص. 21. ISBN:91-518-4138-X.
5. ↑  Theosophy-nw.org نسخة محفوظة 2022-06-26 على موقع واي باك مشين.
6. ↑  Studies in comparative religion نسخة محفوظة 2023-05-31 على موقع واي باك مشين.
7. ↑  articles in English نسخة محفوظة 2021-10-09 على موقع واي باك مشين.
8. ↑  Publications in French نسخة محفوظة 2023-10-20 على موقع واي باك مشين.
9. ↑  Books in Swedish نسخة محفوظة 2021-10-09 على موقع واي باك مشين.